# Masa zvezd
Masa zvezd predstavlja enega od problemov in težav današnje astronomije. Obstaja veliko metod in pristopov. Med prvimi so lahko dokaj zanesljivo določili mase zvezd, njihove polmere in potem vse druge parametre pri dvozvezdjih. Druga zamisel je pristop s pomočjo zveze masa-izsev, vendar pa ta obstaja v številnih oblikah. Od tega kakšno izhodišče uporabimo, kolikšna je vrednost a, oziroma celo b, dobimo tudi različne okvire mase.
Masa je najpomembnejši parameter razvoja zvezd in njihovega »življenja«. V prvi vrsti določa, kako hitro zvezda v sredici porablja gorivo, to je vodik, ko se zvezda nahaja na glavni veji, in helij, ko se zvezda nahaja na stopnji orjakinj ali celo nadorjakinj. Ko govorimo o glavni veji moram poudariti, da se pogosto pojavlja izraz »pritlikavka«. Gre za zvezde, ki so še relativno mlade in se še bohotijo s svojo bleščavostjo. Ko enkrat zvezdi začne primanjkovati goriva, se zunanje plasti zvezde napihnejo, sredica sama pa se začne krčiti in segrevati. Bolj masivne zvezde, z maso nad 9 mas Sonca, se razvijajo bliskovito hitro. Ker so zelo masivne imajo zelo velik delež ustvarjanja jedrskih reakcij. To pomeni da se gorivo porabi v zelo kratkem času; zvezda z maso 9 mas Sonc porabi vodik v samo 123 milijonih let. Zvezda z maso 50 Sonc, kjer zvezda postane popolnoma konvektivna že na stopnji »glavne veje«, pa v samo 125 tisoč letih. Zvezda z maso 155 Sonc pa že v samo  420 letih. Zanimivo je še pripomniti, da po enakem sistemu preračunavanja zvezda s spodnjo maso, ko jo še imenujemo zvezda, to je z maso 0,075 Sonc zgoreva vodik rekordnih 1777,3 milijard let, kar je 130 krat večja vrednost, ki je najmanjša ocenjena starost vesolja, če se v obzir vzame najstarejša znana zvezda, HE 1327-2326, ki je stara 13,6 milijard let. Od mase zvezde je tudi odvisno, koliko mase bo med svojim razvijanjem izgubila, in na kakšno končno stopnjo bo prešla potem, ko se bodo reakcije v njenem središču prenehale, torej, če bo postala bela pritlikavka, nevtronska zvezda ali celo eksotična črna luknja.

## Zvezamasa-izsev
Vredno je pripomniti, da velja zveza masa-izsev le za zvezde srednjih parametrov. Ne velja za majhne gostote zvezd (orjakinje in nadorjakinje, ki so izjemno redke) in za tiste z manjšo maso (predvsem za bele pritlikavke, nevtronske zvezde in seveda zvezdne črne luknje, ki predstavlja povsem svojo kategorijo).
Znanstveno dokazano je, da v primeru, ko govorimo o zvezdah »glavne veje«, ko gre torej za pritlikavke, običajne zvezde, velja zveza, da je izsev zvezde približno sorazmeren s kubom (tretjo potenco, natančneje 3,9) mase. Zvezda, ki bi imela torej maso 3. Sonc, bi imela izsev približno 27 Sonc (kar je približna vrednost Sirija - »žgoče zvezde«). V takšnem primeru, če uporabimo podatke o zvezdah vidnega neba, dobimo vrednosti mase od najnižje možne mase za zvezdo v kateri še poteka zlivanje vodika, 0,08 mase Sonca (gre za rdeče pritlikavke) in za maso na drugem skrajnem koncu pri vrednosti približno 63 Sončevih mas (pri Denebu, α Laboda, ki ima izsev 265.000 Sonc).

## Drugi modeli
Obstajajo pa tudi modeli, kjer poleg a-ja nastopa tudi b.
V takšnem primeru torej nastopa več stanj, t. i. stopenj. V takšnem primeru je masa na drugem skrajnem koncu pri vrednosti približno 118 Sončevih mas. Seveda se masa tuakaj izračuna na drugačen način.
Obstajajo tudi teoretične meje: zvezda ne more imeti mase, ki je manjša od 0,075, in ne more biti večja od zgornje meje, saj sploh ne bi mogla nastati. V drugem primeru, za zgornjo mejo, velja, da bi zvezda razpadla že med njenim samim nastajanjem, in bi že v začetku svoje »življenjske poti« v medzvezdni prostor spet oddala velik delež svoje mase. Po nekaterih ocenah se giblje zgornja teoretična masa med 120 Sončevimi masami, nekateri pa domnevajo, da je ta vrednost mnogo višja, in se giblje med 155 in 250 Sončevimi masami. V zadnji skrajni možnosti to pomeni, da se takšne zvezde nekako izmikajo teoretičnim napovedim, saj ne poznamo dobro mehanizma, ki bi takšnim zvezdam omogočil, da bi kljub velikanskemu izsevu ohranile stabilno krogelno obliko.